# Palais Rittmeyer
 (février 2020).
Le Palais Rittmeyer est un bâtiment historique situé dans le centre de Trieste, via Carlo Ghega.

## Histoire
En 1823, le Suisse Eliseo de Rittmeyer fit construire dans la ville une résidence familiale éclectique avec un jardin suspendu donnant sur l'actuelle via Udine.
En avril 1863, le bâtiment a été élevé et rénové par l'architecte Giuseppe Baldini pour le compte du baron Carlo de Rittmeyer, à la suite de l'achat de la propriété voisine de Panajoti di Demetrio.
Le 30 mars 1874, le chemin de fer tiré par des chevaux a commencé à fonctionner sur la première ligne qui allait de via del Torrente, en face du palais Rittmeyer, au Boschetto.
En 1914, la baronne Cecilia de Rittmeyer a donné le palais à la municipalité de Trieste.

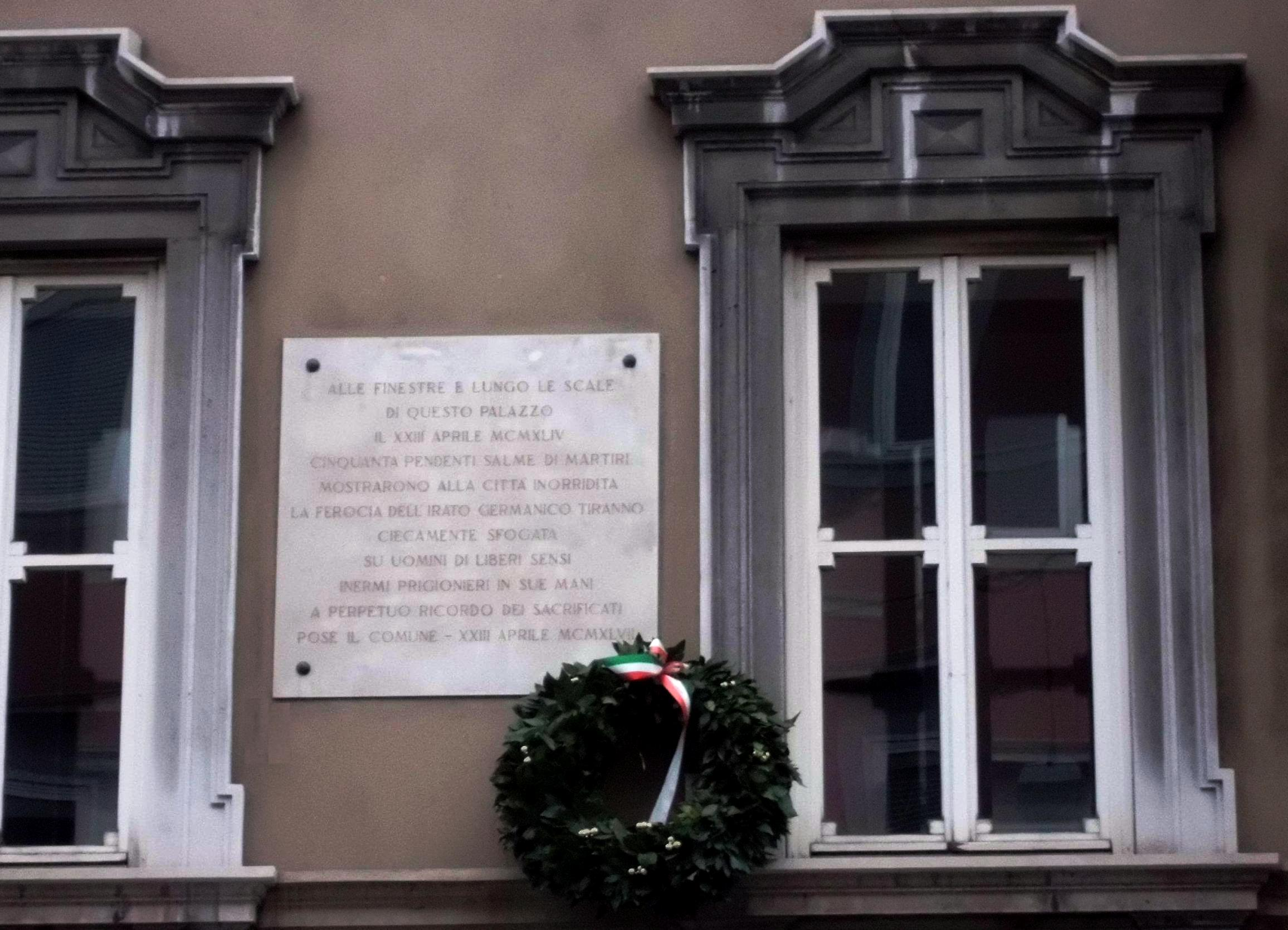
Plaque commémorant le massacre de via Ghega du 23 avril 1944

Pendant la Seconde Guerre mondiale, l'armée allemande a occupé le bâtiment, construisant le cercle des officiers et la maison du soldat allemand (Deutsches Soldatenheim), dans la cantine de laquelle une bombe partisane a explosé le 22 avril 1944, faisant cinq victimes. Le lendemain, le commandement allemand a perpétré le massacre de via Ghega, où 51 personnes ont été pendues en représailles.
En 1954, le bâtiment a été désigné par l'administration municipale comme siège du Conservatoire Giuseppe Tartini.
Dans les années 1980, une restauration radicale du bâtiment a été réalisée, avec la construction d'un orgue au sous-sol, construit par la société Zanin et l'un des plus importants du Frioul-Vénétie Julienne.
En 1992, une nouvelle salle a été inaugurée, du nom du compositeur istrien Giuseppe Tartini à l'occasion du 300e anniversaire de sa naissance. En 1994, les travaux presque terminés, la municipalité de Trieste a confié à nouveau le bâtiment au Conservatoire, qui avait poursuivi l'activité académique dans plusieurs lieux décentralisés. Les restaurations ont été achevées en 2003, avec la construction d'une nouvelle aile didactique et la mise en conformité de l'ensemble de la structure.